# Cantone di Vallée de l'Isle
Il Cantone di Vallée de l'Isle è una divisione amministrativa dell'arrondissement di Périgueux e dell'arrondissement di Bergerac.
È stato costituito a seguito della riforma approvata con decreto del 21 febbraio 2014, che ha avuto attuazione dopo le elezioni dipartimentali del 2015.

## Composizione
Comprende i seguenti 21 comuni:
- Beaupouyet
- Beauronne
- Bourgnac
- Chantérac
- Douzillac
- Les Lèches
- Mussidan
- Neuvic
- Saint-Aquilin
- Saint-Étienne-de-Puycorbier
- Saint-Front-de-Pradoux
- Saint-Germain-du-Salembre
- Saint-Jean-d'Ataux
- Saint-Laurent-des-Hommes
- Saint-Louis-en-l'Isle
- Saint-Martin-l'Astier
- Saint-Médard-de-Mussidan
- Saint-Michel-de-Double
- Saint-Séverin-d'Estissac
- Sourzac
- Vallereuil